# Zif (Hébron)
Zif, en arabe : زيف,  est un village du gouvernorat de Hébron en Palestine, situé à 7 km au sud de Hébron, au sud-ouest de la Cisjordanie.
Selon le recensement du bureau central palestinien des statistiques, la localité compte une population de 1 061 habitants en 2017.